# Richard Kilvington
Richard Kilvington (* um 1305; † 1361) war ein englischer Scholastiker und Philosoph an der Universität Oxford. Seine noch existierenden Werke sind Vortragsanmerkungen der 1320er und 1330er Jahre. Er war ein Fellow des Oriel College in Oxford.
Er war verwickelt in eine Kontroverse über die Natur der Unendlichkeit mit seinem Kontrahenten Richard FitzRalph vom Balliol College.
In den 1340er Jahren arbeitete er für Richard Aungerville, den Bischof von Durham.